# Hubert Latham

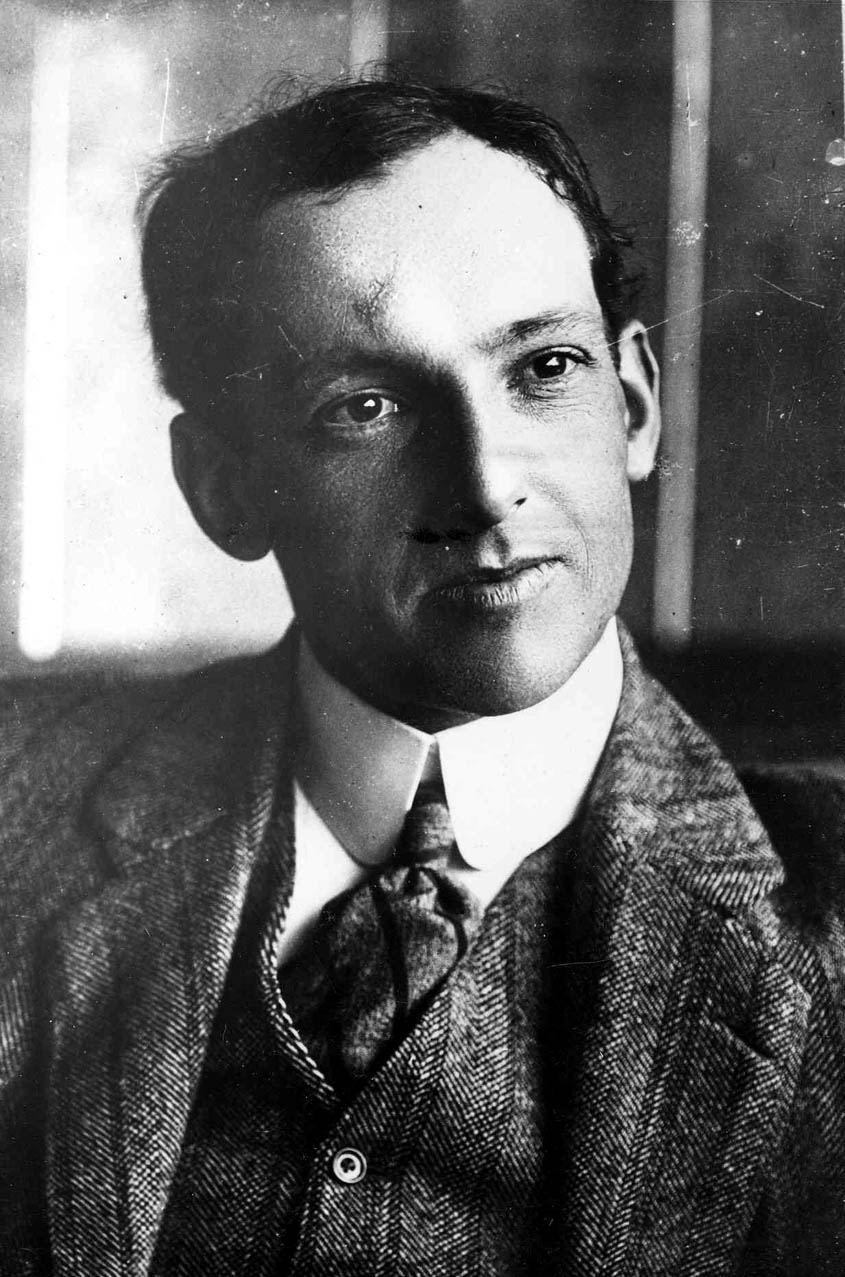
Hubert Latham

Arthur Charles Hubert Latham (* 10. Januar 1883 in Paris; † 25. Juni 1912 bei Fort Archambault, heute Sarh) war ein französischer Luftfahrtpionier. Er stellte 1909 und 1910 eine Reihe von Flugrekorden (1910, Höhenrekord mit 1384 Metern) und Flugerstleistungen auf. Am 27. September 1909 führte er mit einem Antoinette-Eindecker vom Tempelhofer Feld zum Flugplatz Johannisthal den ersten Überlandflug in Deutschland durch.

## Leben
Latham wurde in Paris als Sohn einer reichen protestantischen Familie mit französischen, englischen und deutschen Vorfahren geboren. Die englischstämmige Händlerfamilie des Vaters Lionel war seit 1829 in Le Havre ansässig, die Familie seiner Mutter waren die Bankiers Mallet Frères et Cie. Hubert und seine beiden Geschwister wurden elitär erzogen und sprachen Französisch, Englisch und Deutsch. Zusammen mit einem entfernten Cousin Jules Gastambide, dem Partner von Léon Levavasseur bei der Société Antoinette, nahm er erfolgreich an Bootsrennen in mit Antoinette-Motoren ausgerüsteten Booten teil.

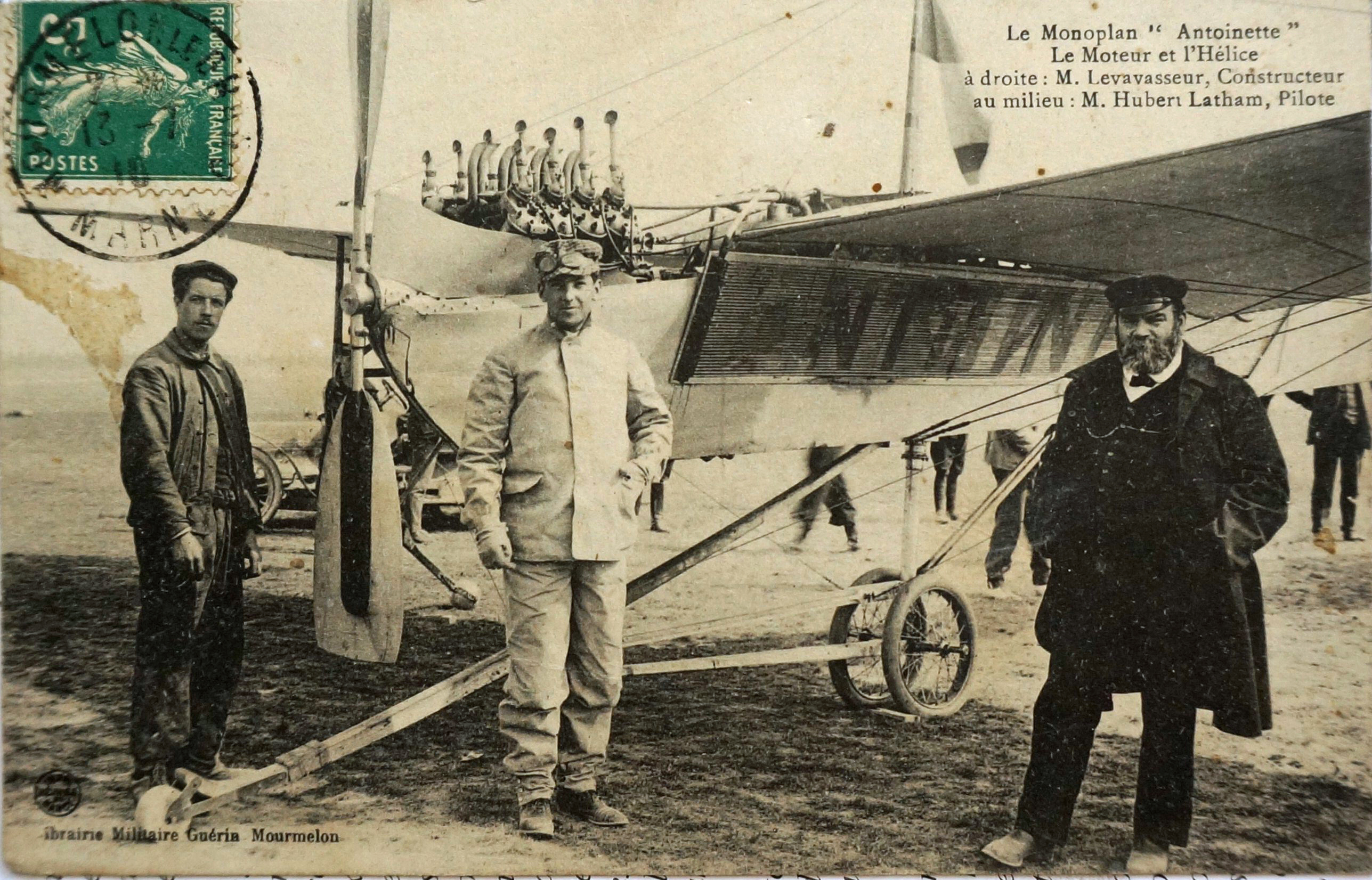
Latham (Mitte) und Levavasseur (rechts)

Bekannt wurde Hubert Latham bereits im Jahr 1905, als er seinen Cousin Jacques Faure (1873–1910) in der Nacht vom 11. auf den 12. Februar bei dessen Kanalüberquerung in einem Freiballon von London nach Saint Denis (Paris) als Passagier begleitete. Dafür erhielt Latham die Bronzemedaille des Aéro-Club de France.

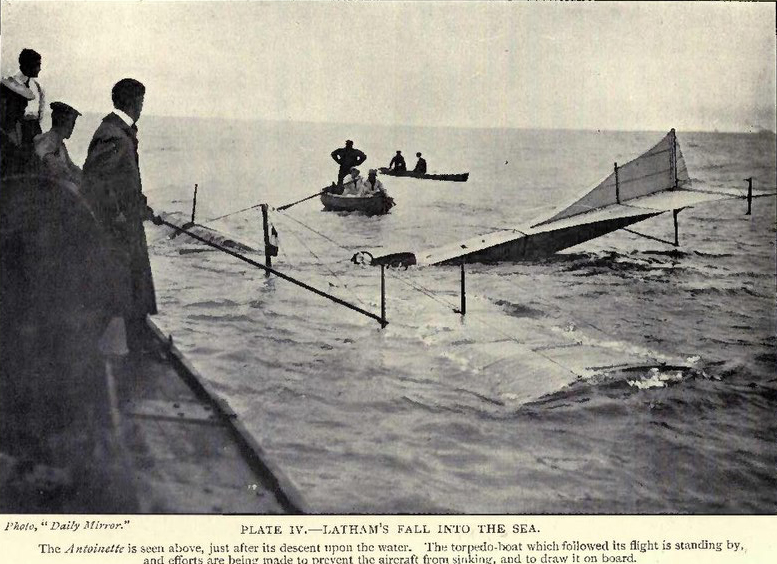
Lathams Antoinette VII am 27. Juli 1909 nach der Notwasserung vor der englischen Küste

Fasziniert von den Flugvorführungen Wilbur Wrights 1908 in Frankreich ließ er sich Anfang 1909 bei Antoinette zum Piloten ausbilden. Schon nach wenigen Monaten galt er als der beste Antoinette-Pilot. Am 17. August erhielt er den Pilotenschein Nr. 9 des Aéro-Club de France. Er wurde Fluglehrer an der gemeinsam von Antoinette und der französischen Armee gegründeten Flugschule. Gleichzeitig nahm er an Flug-Veranstaltungen und -Wettkämpfen teil. Am 19. und 27. Juli 1909 unternahm Latham in Konkurrenz zu Blériot zwei Versuche mit Antoinette-Maschinen, den Ärmelkanal zu Überqueren und scheiterte zweimal mit Motorproblemen.

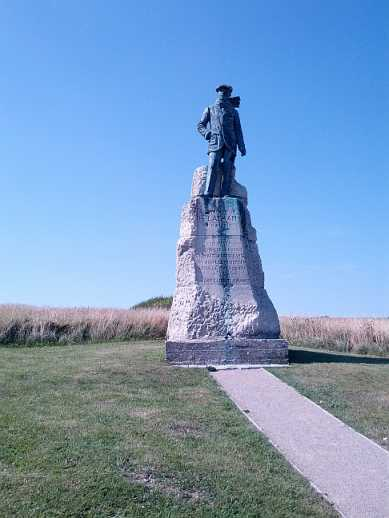
Hubert Latham Denkmal Kanalüberquerung bei Sangatte

Bei der Grande Semaine d’Aviation de la Champagne vom 22. bis 29. August 1909 in Reims gewann er mit dem Weltrekord von 155 Metern den Höhenwettbewerb und wurde mit 68,9 km/h Zweiter in der Geschwindigkeitskonkurrenz.

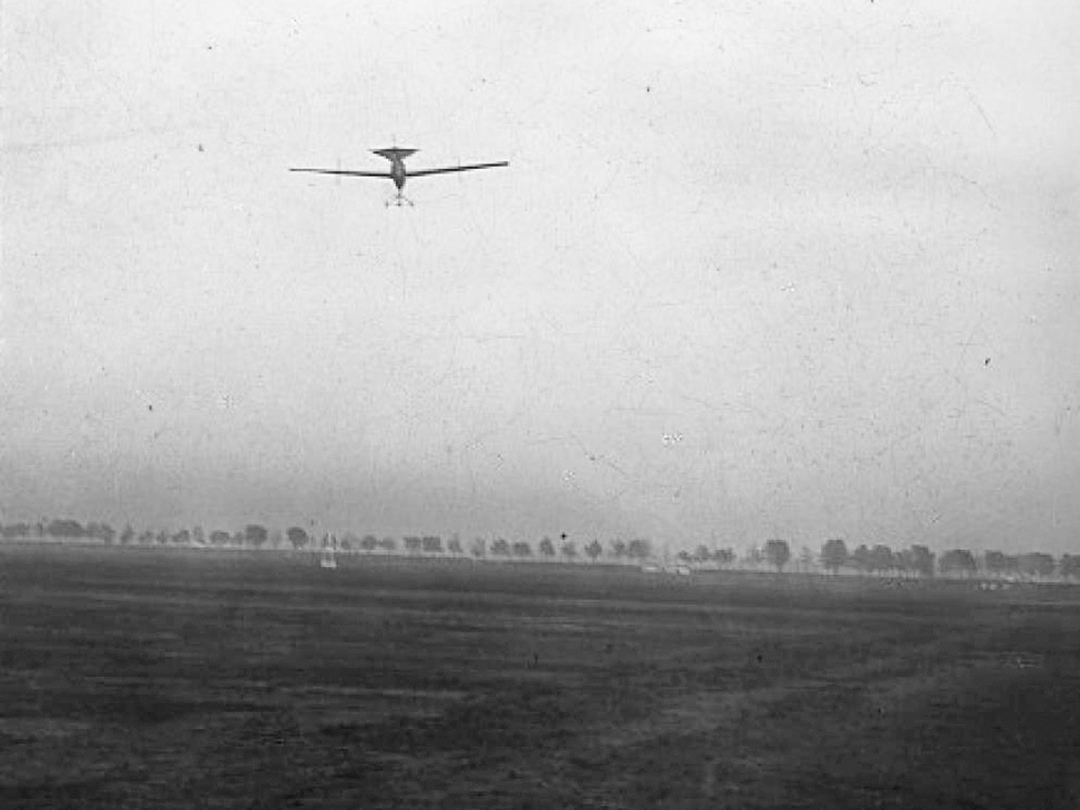
„Hubert Latham auf dem Flug nach Johannisthal, 1909“

Den ersten Überlandflug mit einem Flächenflugzeug in Deutschland führte Latham am 27. September 1909 über Berlin durch. Er flog mit seinem Antoinette-Eindecker zehn Kilometer vom Tempelhofer Feld zum Flugplatz Johannisthal, wo anlässlich der Eröffnung des Platzes ein „Konkurrenz-Fliegen“ stattfand. Da zur damaligen Zeit Überlandflüge von Flugzeugen nicht von Vorschriften geregelt waren, galt Lathams Flug als „grober Unfug“ und zog ein Strafmandat der Polizeibehörde von 150 Mark nach sich.
Anlässlich seiner Flugvorführungen in Berlin im September 1909 nahm Walther Huth Kontakt zu ihm auf, um seinen Chauffeur Simon Brunnhuber bei ihm ausbilden zu lassen. Nach erfolgreicher Ausbildung bei Latham wurde Brunnhuber 1910 der erste Fluglehrer für deutsche Militärpiloten in Döberitz.
Hubert Latham starb am 25. Juni 1912 während einer Afrika-Expedition. Nach einem offiziellen Bericht wurde er durch einen Angriff eines verwundeten Büffels getötet.